# Тью, Мамаду
Мамаду Тью (фр. Mamadou Tew; 27 ноября 1959, Сенегал — 31 августа 2019[…], Дакар) — сенегальский футболист, играл на позиции правого защитника. Играл за сборную Сенегала.

## Биография

### Клубная карьера
В течение пяти сезонов выступал на родине за «Касу Спортс». Летом 1984 года вместе с соотечественником Антуаном Коли перебрался в Бельгию, где оба футболиста подписали контракты с «Брюгге». Коли так и не смог закрепиться в «Брюгге», а Тью стал основным игроком «чёрно-синих». Мамаду Тью стал ключевым игроком линии обороны и был популярен среди болельщиков «чёрно-синих». В составе «Брюгге» Тью играл в течение шести сезонов, выиграл чемпионский титул в 1988 году и Кубок Бельгии в 1986 году.
В 1990 году перешёл в «Шарлеруа», в котором отыграл два сезона. Завершил карьеру на родине в «Касе Спортс», в которой начинал свою карьеру.

### Карьера в сборной
В составе сборной Сенегала был участником трёх Кубков африканских наций (1986, 1990, 1992). Всего за сборную Сенегала сыграл 82 матча.

### Смерть
Скончался 31 августа 2019 года в Дакаре после продолжительной болезни в возрасте 59 лет.

## Достижения
«Брюгге»
- Чемпион Бельгии (1) : 1987/88
- Обладатель Кубка Бельгии (1) : 1985/86
- Обладатель Суперкубка Бельгии (2) : 1986, 1988